# Nomade psichico
Nomade psichico è il secondo album degli Acid Folk Alleanza, prodotto dal Consorzio Produttori Indipendenti nel 1994.

## Tracce
1. Nomade psichico
2. Esploratore
3. Fossili
4. Iceberg
5. Provincia exotica
6. Shoko Asahara
7. Via satellite
8. Cavia irrequieta
9. Silenzio infinito
10. Mondariso